# Pfarrkirche Sankt Veit an der Glan

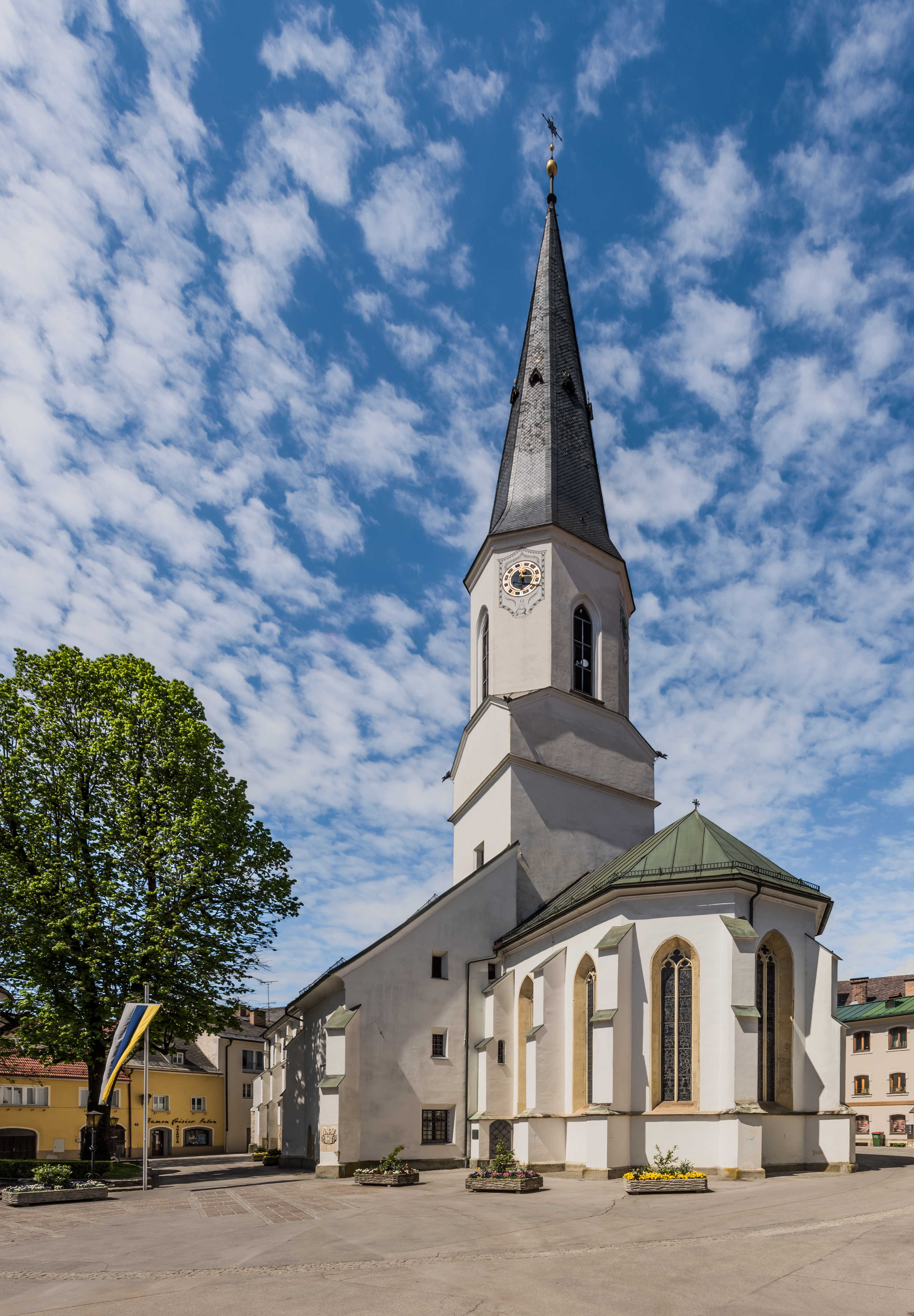
Südostansicht der Pfarrkirche

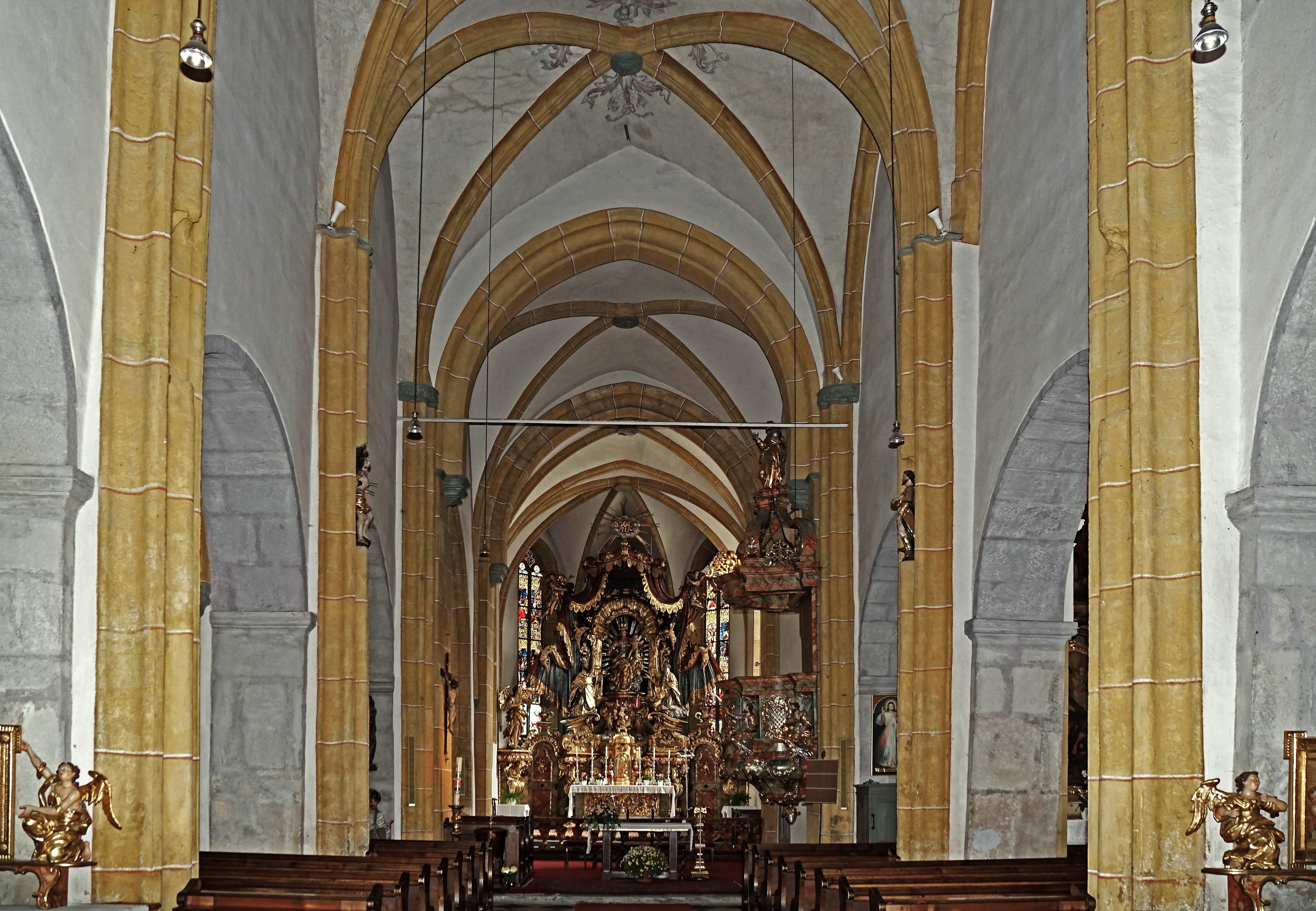
Innenansicht

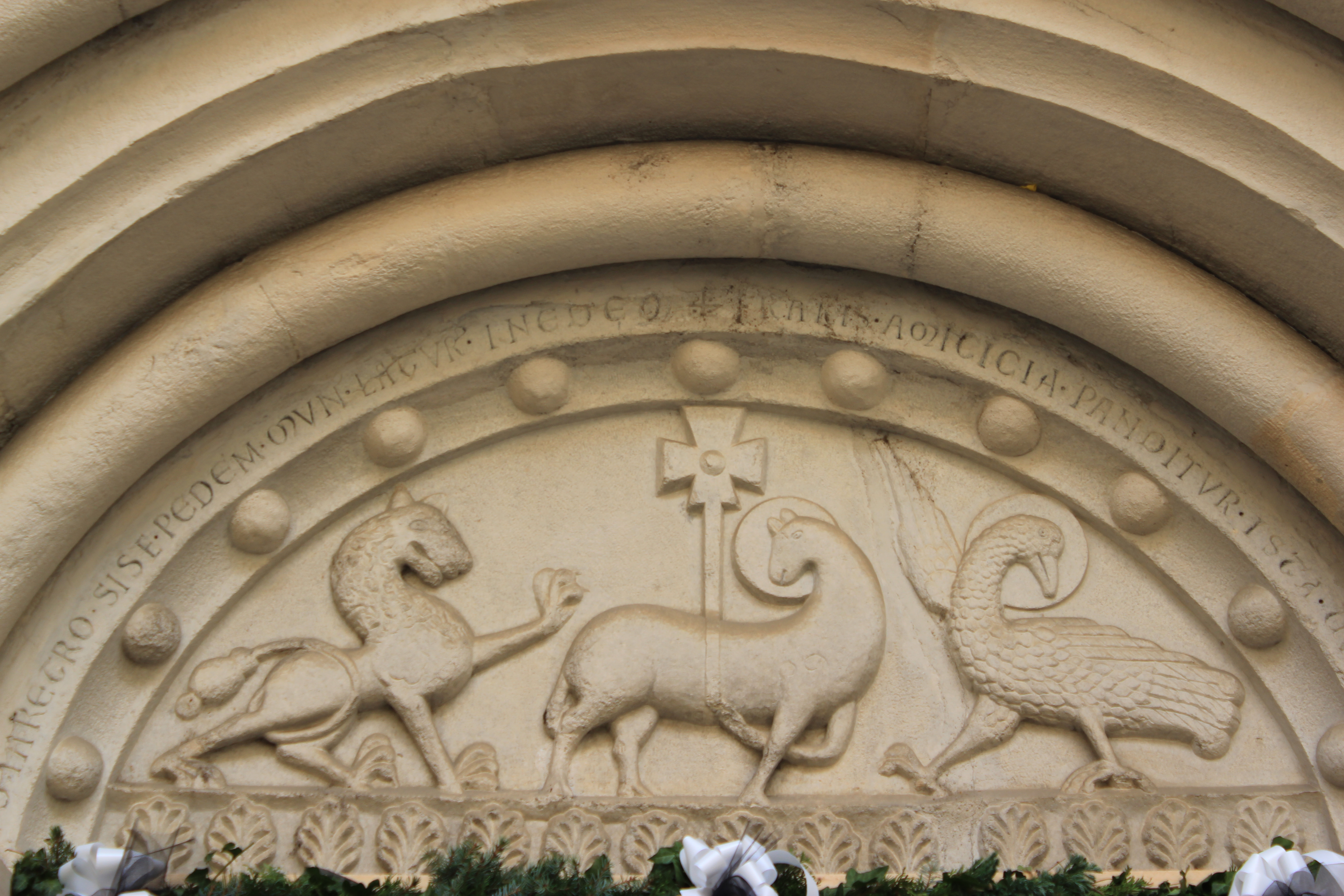
Tympanon

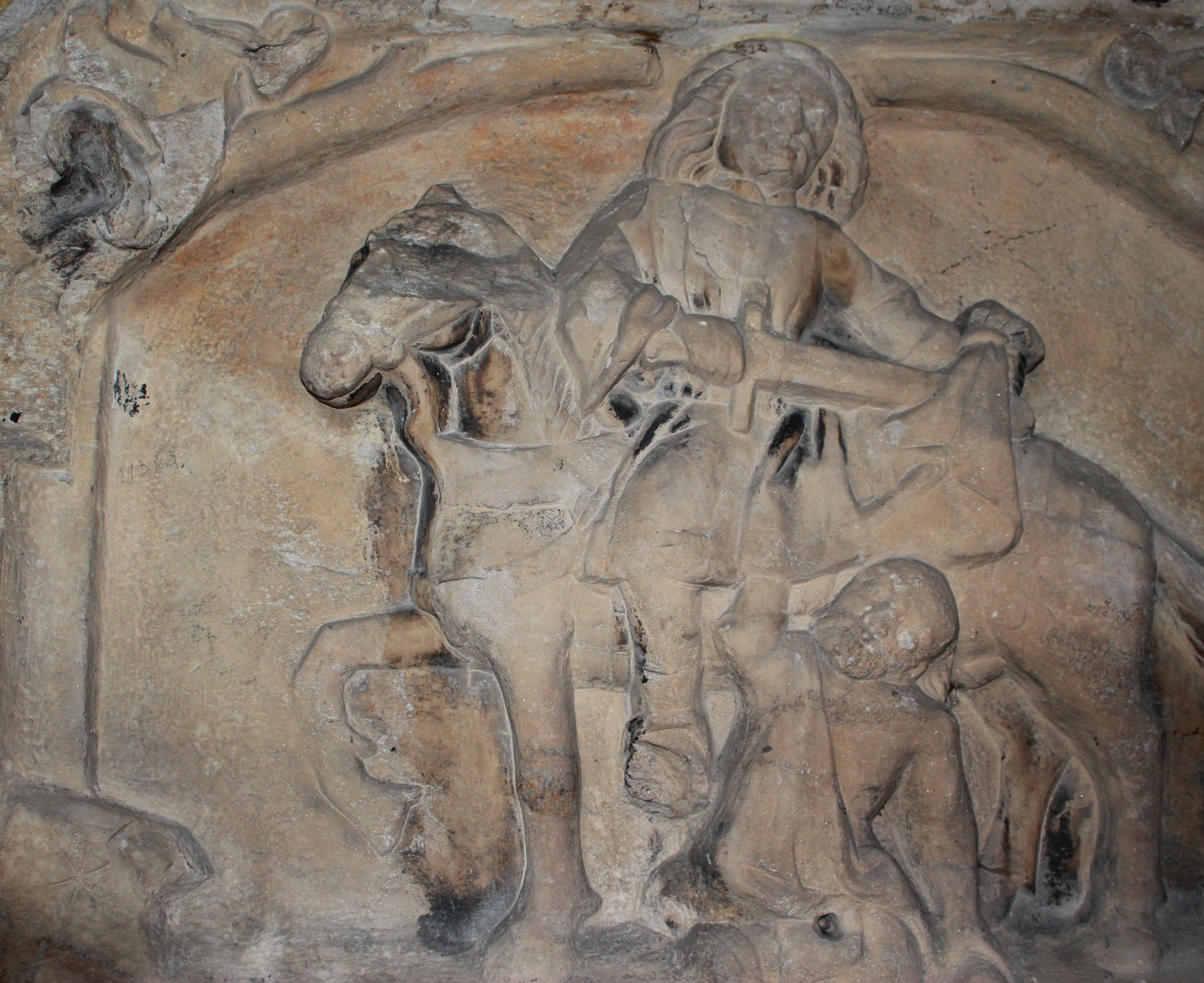
Grabstein mit Hl. Martin

Die katholische Pfarrkirche von Sankt Veit an der Glan liegt im gleichnamigen Ort in Kärnten, Österreich und ist dem heiligen Veit, seit dem 18. Jahrhundert auch der Heiligen Dreifaltigkeit geweiht.

## Bauwerk

### Außen
Das ab 1131 urkundlich erwähnte Bauwerk ist eine große, in ihren Grundzügen spätromanische, in ihrer Erscheinung spätgotische Chorturmkirche. Die heutige Außenansicht geht im Wesentlichen auf die Wiederherstellung nach dem Brand von 1829 zurück, damals wurden die Seitenschiffe durch den Einbau von Emporen erhöht. Das Langhaus wird durch zweifach abgetreppte Strebepfeiler gestützt, die zwischen den Bogenfenstern der Emporen in pilasterartige Vorlagen übergehen. Der Chor, die nördliche Seitenkapelle und die Sakristei haben ebenfalls teilweise mehrfach abgetreppte Strebepfeiler. Zwischen dem südlichen Seitenschiff und dem Chor wurde um 1400 eine Sakristei angebaut. Der Chorturm mit quadratischer Basis hat einen achteckigen Aufsatz und wird von einem 1884–1891 errichteten neugotischen Spitzhelm bekrönt, der 1961 bei der Restaurierung nachteilig vereinfacht wurde. Die Glocke mit Relief, ein Kruzifix, die Heilige Dreifaltigkeit und die Heiligen Veit und Franziskus darstellend, wurde 1830 von Vinzent Gollner gegossen.
Den Mittelpunkt der breiten Westfassade mit kleinen Rund- und einfachen gotischen Spitzbogenöffnungen bildet das reich ausgestattete romanische Trichterportal, das allerdings zwischen 1891 und 1893 mit Ausnahme des Bogenfeldes zur Gänze erneuert wurde. Das um 1210 entstandene Tympanon zeigt in der Mitte das Lamm Gottes, das von zwei Evangelistensymbolen, einem Löwen und einem Adler, flankiert wird. Nach unten wird das Bogenfeld durch ein Palmettenfries begrenzt, nach oben durch eine Inschrift auf der rundbogigen Einfassung: „Sta. retro. retro. siste. pedem. mun. latur. inedem. fratris. amicicia. panditur. ista. via.“ (Steh, halt ein den Schritt! Wenn du in diesem Haus dein Opfer bringst, wird sich dir die Liebe deines Bruders erschließen.) Über dem Westportal ist ein römerzeitliches Grabrelief mit der Porträtbüste eines Mannes über einer Lunula zu sehen. In das Südportal aus dem 19. Jahrhundert ist im Türsturz ein spätgotischer Grabstein eingearbeitet. An der Nordwestecke der Kirche befindet sich ein römerzeitliches Grabdenkmal, dessen Seitenteil ein Delphinrelief darstellt. An einem Strebepfeiler an der Nordseite ist eine kleine spätgotische Totenleuchte eingemauert.

### Innen
Die Raumverhältnisse und Proportionen im Inneren des dreischiffigen Langhauses sind noch stark vom romanischen Bau der wahrscheinlich flach gedeckten Pfeilerbasilika geprägt. Die gotischen Um- und Ausbauten erfolgten in mehreren Schritten. Den schweren rundbogigen Arkaden der Romanik wurden im 14. Jahrhundert die dreiteiligen Dienste des spätgotischen Kreuzrippengewölbes des Mittelschiffes vorgelegt. Die Kämpfer der Dienste sind teilweise mit kleinen Köpfen verziert.
Die Kreuzrippen- bzw. Sterngewölbe des nördlichen Seitenschiffes ruhen auf kräftigen halbrunden Wandvorlagen. Ein Schlussstein ist mit 1441 bezeichnet. Im südlichen Seitenschiff stammt das Kreuzgratgewölbe in den beiden westlichen Jochen aus dem 15. Jahrhundert, das Kreuzgratgewölbe in den drei östlichen Jochen musste nach dem Brand von 1829 neu errichtet werden. Wegen des Sakristeianbaus wurde schon vor 1406 die Apsis des südlichen Seitenschiffes abgetragen. 1959 wurden hinter dem Florianialtar die Ansätze mit den Kelchkapitellen der aus dem 12. Jahrhundert stammenden flankierenden Säulchen entdeckt. Unter der spätgotischen Orgelempore von 1426 spannt sich ein Kreuzrippengewölbe über gedrungenen halbrunden Diensten. Die geschwungene Brüstung der Orgelempore wurde in der Barockzeit hinzugefügt. Die Emporenöffnungen über den Seitenschiffen wurden mit Ausnahme der beiden westlichen Joche bei der letzten Restaurierung zugemauert.
Durch die Vergrößerung nach dem Brand von 1829 ist das Chorturmjoch gegen das Langhaus und den Chor durch kräftig profilierte Spitzbögen fast in der Höhe des Mittelschiffes geöffnet. Gegen die nördliche Seitenkapelle ist die Bogenöffnung etwas niedriger, in der Südwand gegen den Sakristeianbau befinden sich ein einfaches romanisches Rosettenfenster und ein reich profiliertes, um 1500 entstandenes, spätgotisches Kragsteinportal mit drei Wappentartschen und einer Eisentür aus der ersten Hälfte des 16. Jahrhunderts. Die Sakristei besitzt ein Kreuzrippengewölbe aus der ersten Hälfte des 15. Jahrhunderts und am äußeren Ausgang ein Rautengitter, das wohl aus der Zeit der Spätgotik stammt.
Der einjochige Chor mit 5/8-Schluss und spätgotischem Kreuzrippengewölbe aus dem 15. Jahrhundert über zarten Runddiensten auf figürlichen und ornamentalen Konsolen hat die Breite des Mittelschiffes. Die gotischen Maßwerkfenster des Chores wurden im 19. Jahrhundert erneuert. Die 1466 von Niclas Gleismüllner gestiftete zweijochige Seitenkapelle mit halbrunder Apsis bildet die Fortsetzung des nördlichen Seitenschiffes. 1752 wurde sie mit Pilastergliederung und höherem Kreuzgratgewölbe barock umgestaltet, damit ein größerer Altar aufgestellt werden konnte.
1959 wurden an der Abschlusswand des südlichen Seitenschiffes mit 1406 bezeichnete Fresken freigelegt, abgenommen und an die Chornordwand übertragen. Auf den verschiedenen Wandteilen sind das Martyrium des heiligen Achatius und seiner Gefährten, Christus auf einem Regenbogen mit den beiden Johannes, Antonius der Große, eine thronende Madonna mit dem heiligen Wolfgang und ein Stifterpaar dargestellt.
Die 1987/89 freigelegten, um 1450 entstandenen Fresken im Mittelschiffgewölbe zeigen im ersten Joch florale Motive, im zweiten die Symbole der Evangelisten und musizierende Engel, im dritten Joch die Heiligen Modestus, Vitus, Maria Magdalena und Crescentia und im vierten die vier lateinischen Kirchenväter.

## Ausstattung

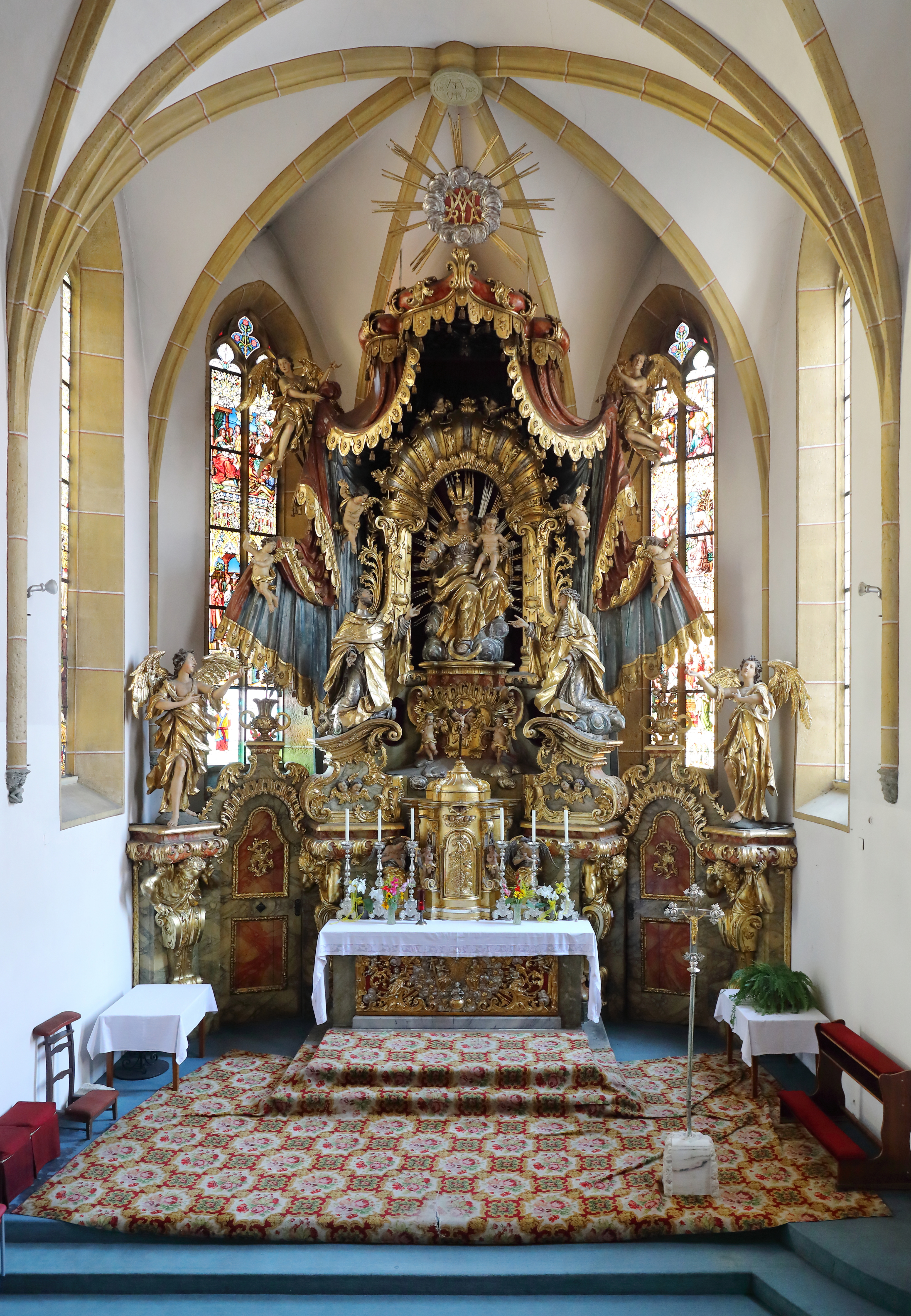
Der Hochaltar

### Hochaltar
Der heutige Hochaltar, der 1752 von Johann Pacher geschaffen wurde, stand vor seiner Restaurierung als Frauenaltar in der nördlichen Seitenkapelle. Den Mittelpunkt des Baldachinaltars mit Opfergangsportalen bildet eine Mutter Gottes mit Jesuskind, das den knienden Heiligen Katharina von Siena und Dominikus den Rosenkranz überreicht. Den bekrönenden Abschluss bildet ein Marienmonogramm im Wolken- und Strahlenkranz.
Vom ursprünglichen Hochaltar, der 1769 auch von Johann Pacher geschaffen wurde, sind nur mehr das Antependium und die Statue der Schmerzensmutter in der Österreichischen Galerie vorhanden.

### Kreuzaltar
Auch der mit 1745 bezeichnete Altar in der nördlichen Seitenkapelle stammt aus der Hand von Johann Pacher. Neben der Pietà knien der heilige Aloysius und der heilige Leonhard mit Kette, außen sitzen der heilige Rupert mit dem Salzfass und der heilige Blasius mit Kerze. In der Nische im Altaraufsatz kniet der heilige Nikolaus mit drei Kugeln, flankiert von den Heiligen Ulrich mit Fisch und Wolfgang mit Axt. Über Nikolaus schweben die Heilig-Geist-Taube und Gottvater.
Das Antependium des Altars bildet ein ehemaliges Grabsteinrelief. Es zeigt die Beweinung Christi in einer Renaissancepilasterrahmung mit dem Wappen der Gewerkenfamilie Pain. Die Arbeit zeichnet sich durch einen voluminösen, sehr bewegten Gewandstil aus und wird dem „Meister des Frauengrabsteins“ aus dem Umkreis des Loy Hering zugeschrieben. In der Predella sind Arme Seelen dargestellt, an den Säulensockeln sind Reliefs mit Szenen aus der Nikolauslegende angebracht.

### Florianialtar
Der Altar im südlichen Seitenschiff wurde von Johann Pacher gefertigt und nach dem Brand von 1829 erneuert. Das Altarblatt von 1747 zeigt den heiligen Florian, der die brennende Stadt Sankt Veit löscht. Kulturhistorisch interessant ist die historische Ansicht der Stadtpfarrkirche, der Kirche zu den zwölf Boten, der Vierzehn-Nothelfer-Kirche, die beide abgetragen wurden, und der damals noch intakten Stadtmauer. Das Altarbild wird von den Statuen der beiden Pestheiligen Sebastian und Rochus flankiert. Das Aufsatzbild zeigt den heiligen Vitus mit Ölkessel und Märtyrerpalme, daneben stehen die Skulpturen der Heiligen Barbara und Katharina.

### Kanzel
Die Kanzel stand ursprünglich in der ehemaligen Klosterkirche und wurde erst 1959 hierher übertragen. Auch die 1734 urkundlich erwähnte Kanzel wird Johann Pacher zugeschrieben. Am Kanzelkorb sitzen die vier Evangelisten. Die Felder zwischen den Nischen sind mit Gitter-, Laubwerk- und Bandelwerkornamentik geschmückt. Im mittleren Feld ist ein IHS-Zeichen zu finden. Die Volutenpilaster am Schalldeckel tragen als Bekrönung die stehende Figur des Christus Salvator Mundi.

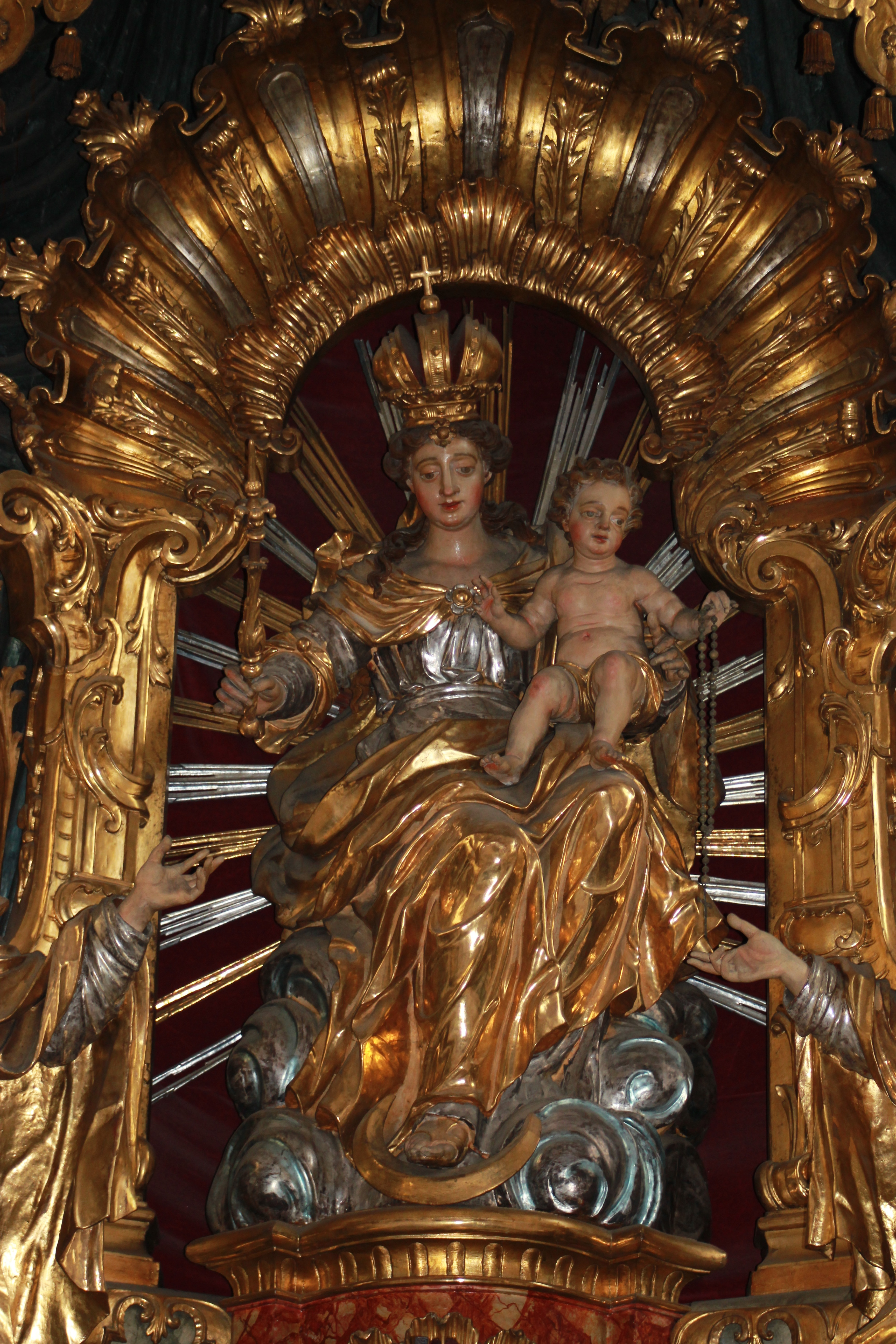
Madonna am Hochaltar
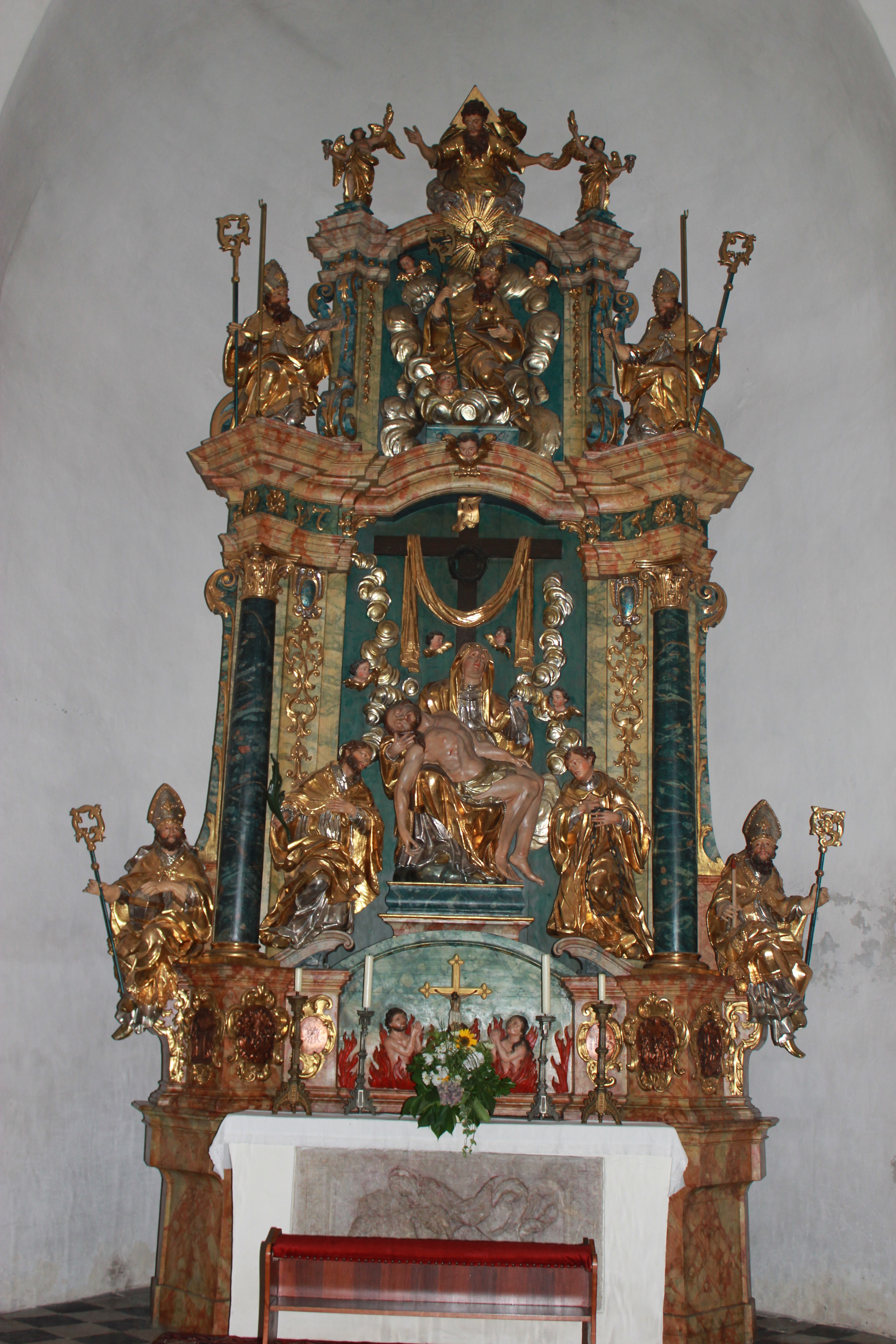
Der Kreuzaltar
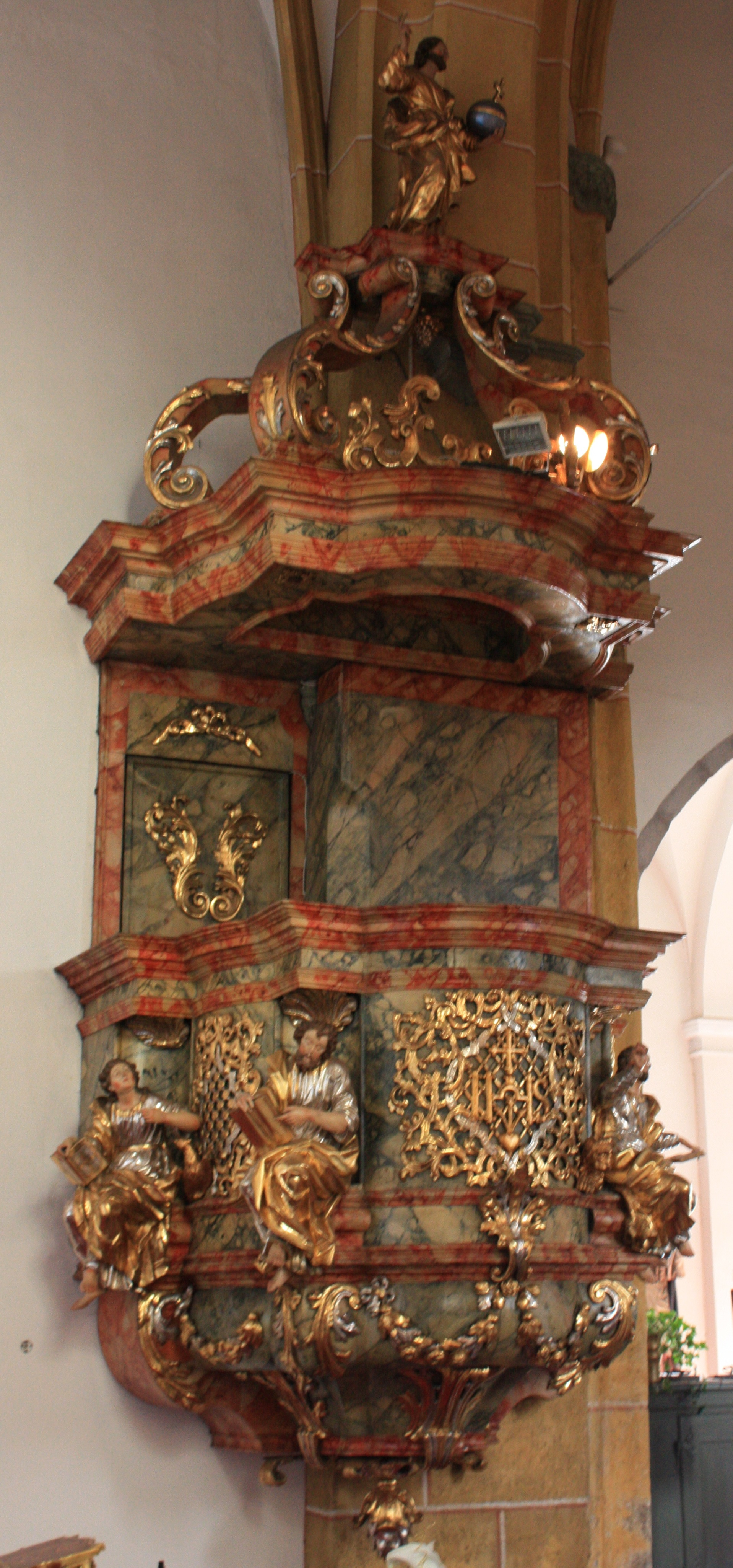
Die Kanzel

### Weitere Ausstattung
- Auf den Bildern der beiden kleinen Pfeileraltäre sind eine Muttergottes und ein heiliger Josef dargestellt.
- In den Nischen der Mittelschiffsdienste stehen die barocken Statuetten der beiden Pestheiligen Sebastian und Rochus und wahrscheinlich die des heiligen Jakobus.
- Im südlichen Seitenschiff steht eine wahrscheinlich frühgotische lebensgroße Madonnenfigur aus Stein, die aber am Kopf, an der Hand und am Kind stark überarbeitet und erneuert wurde.
- Das Orgelprospekt und das Rückpositiv in reich geschnitzter Brüstung aus der ersten Hälfte des 18. Jahrhunderts wurden 1977 restauriert.
- Das achteckige Taufbecken stammt aus dem 15., die Weihwasserbecken aus dem 16. und 18. Jahrhundert.

## Grabdenkmäler
An der Außenmauer der Kirche und im Inneren sind zahlreiche Grabdenkmäler angebracht, die zum Teil vom 1790 aufgelassenen Friedhof stammen.
- In der nördlichen Seitenkapelle steht die Grabplatte des 1474 gestorbenen Niclas Gleismüller.
- Im Westteil des Langhauses steht ein Grabstein von 1520 mit Flachrelief einer stehenden Frau in einer Renaissancenische. Die Wappen sind wahrscheinlich die der Bürger Neuswert und Hendl.
- Am Gedenkstein für Hans Weidle von 1511 zeigt ein Relief den heiligen Martin.
- Der Kindergrabstein im Kircheninneren des 1612 gestorbenen Niklaus Platzer wurde 1613 von Martin Pacobello gefertigt.
- Vom selben Künstler ist ein Kindergrabstein für Niklas Platzer und den 1620 gestorbenen Philipp Jacob Platzer an der Kirchenaußenmauer angebracht.
- Unter der Empore steht ein römerzeitliches Grabbaurelief mit Quaderung und Eckpilastern mit satyrartigen Figuren und vegetabilen Ornamenten.
- Das protestantische Epitaph des 1559 gestorbenen Mathies Schiel, Vizthum von Kärnten, zeigt das Motiv der ehernen Schlange, ohne jedoch die gleichwertige Darstellung des auferstandenen Christus, was für eine „Gesetz und Gnade“-Darstellung typisch wäre.